# EB Games
EB Games (ранее известная как Electronics Boutique и EB World) — американская сеть магазинов компьютерных и видеоигр. Компания была основана в 1977 году Джеймсом Кимом в торговом центре King of Prussia близ Филадельфии как единственный магазин, специализирующийся на электронике. Впоследствии она превратилась в международную корпорацию. Головной офис материнской компании EB Games — GameStop — расположен в Грейпвайне, пригороде Далласа, штат Техас. Когда Electronics Boutique была независимой компанией, её штаб-квартира находилась в тауншипе Уэст-Гошен, неподалёку от Уэст-Честера, штат Пенсильвания.
Бренд EB Games по-прежнему существует в Австралии и Новой Зеландии. GameStop также управляет некоторыми магазинами под брендом EBX.
В мае 2025 года канадское подразделение GameStop было приобретено квебекским предпринимателем Стефаном Тетро, после чего магазины вновь стали использовать название EB Games.

## История

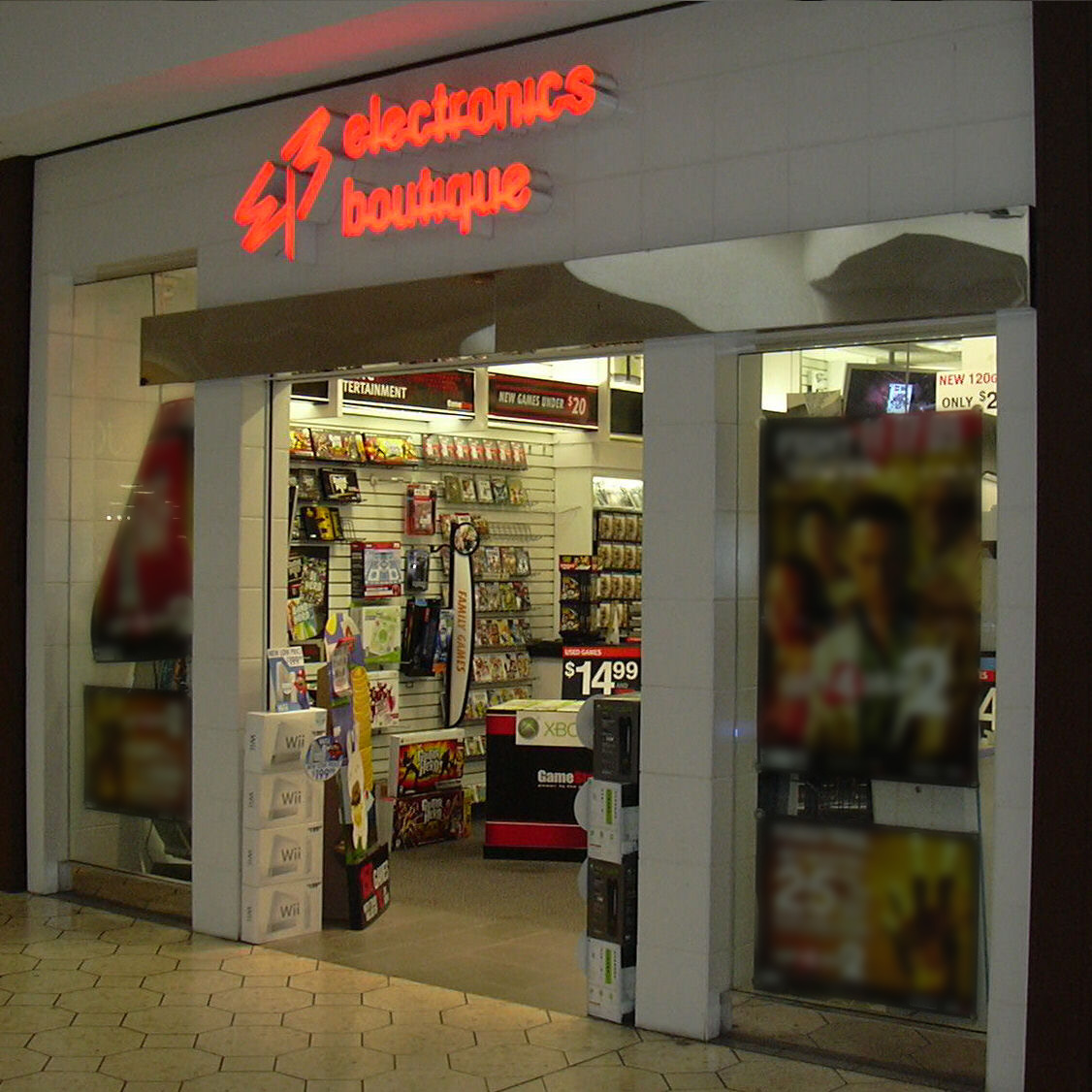
Бутик электроники (позже GameStop) в торговом центре Briarwood Mall в Анн-Арборе, штат Мичиган, в октябре 2009 года. Он закрылся 20 января 2013 года.

Первоначально компания продавала в основном калькуляторы и цифровые часы. В период с 1977 по середину 1990-х годов компания развила (а затем прекратила) продажу компьютеров, программного обеспечения и других сопутствующих товаров (согласно руководству для сотрудников EB Games). Магазин электроники также управлял магазинами под названием Games 'n Gadgets. Магазины игр и гаджетов были больше сосредоточены на развлечениях и играх, а не на бизнесе и производительности. В середине 1990-х годов внимание компании переключилось на видеоигры, основанные на телевизорах, и консоли, хотя во многих магазинах по-прежнему были разделы компьютерных игр.
В мае 2000 года, чтобы объединить свою компанию, Electronics Boutique изменила подавляющее большинство своих нынешних магазинов EB и EB Gameworld на название EB Games. Они также объявили, что либо закроют, либо продадут все свои магазины коллекционных товаров EB Kids и Brandywine Sports.
В течение многих лет основной центр распространения EB Games находился в Луисвилле, штат Кентукки, с двумя меньшими центрами распространения и Всемирной штаб-квартирой, расположенными в Вест-Честере, штат Пенсильвания. Поскольку видеоигры становились все более популярными, EB Games решила, что пришло время для нового центра. В октябре 2004 года EB Games открыла свои двери в своем новом центре площадью 314 000 квадратных футов (29 200 м²) в городке Садсбери, штат Пенсильвания. Офис всемирной штаб-квартиры в Вест-Честере оставался открытым, однако все, кто работал в старых распространительных центрах, были переведены на новое место.
По состоянию на 30 июля 2001 года компания управляла 2280 магазинами в Соединенных Штатах (включая Пуэрто-Рико), Канаде, Соединенном Королевстве, Австралии, Австрии, Дании, Финляндии, Германии, Италии, Новой Зеландии, Норвегии, Испании и Швеции, в основном под названиями EB Games и Electronics Boutique.

### Слияние EB Games и GameStop
6 октября 2005 года акционеры EB Games и GameStop одобрили сделку о поглощении стоимостью 1,44 миллиарда долларов. По условиям сделки за каждую акцию EB Games предлагалось 38,15 долларов США наличными и приблизительно 3/4 акции GameStop. Это предложение превышало цену закрытия акций EB Games (41,12 доллара за акцию) на 34,2 %. GameStop приняла решение закрыть недавно построенный дистрибьюторский центр EB Games в Садсбери, колл-центр в Лас-Вегасе и международную штаб-квартиру в Уэст-Честере, что привело к сокращению более 800 рабочих мест. Только 65 бывших сотрудников EB Games получили предложения о работе в штаб-квартире GameStop в Грейпвайне, Техас.

### Международное распространение

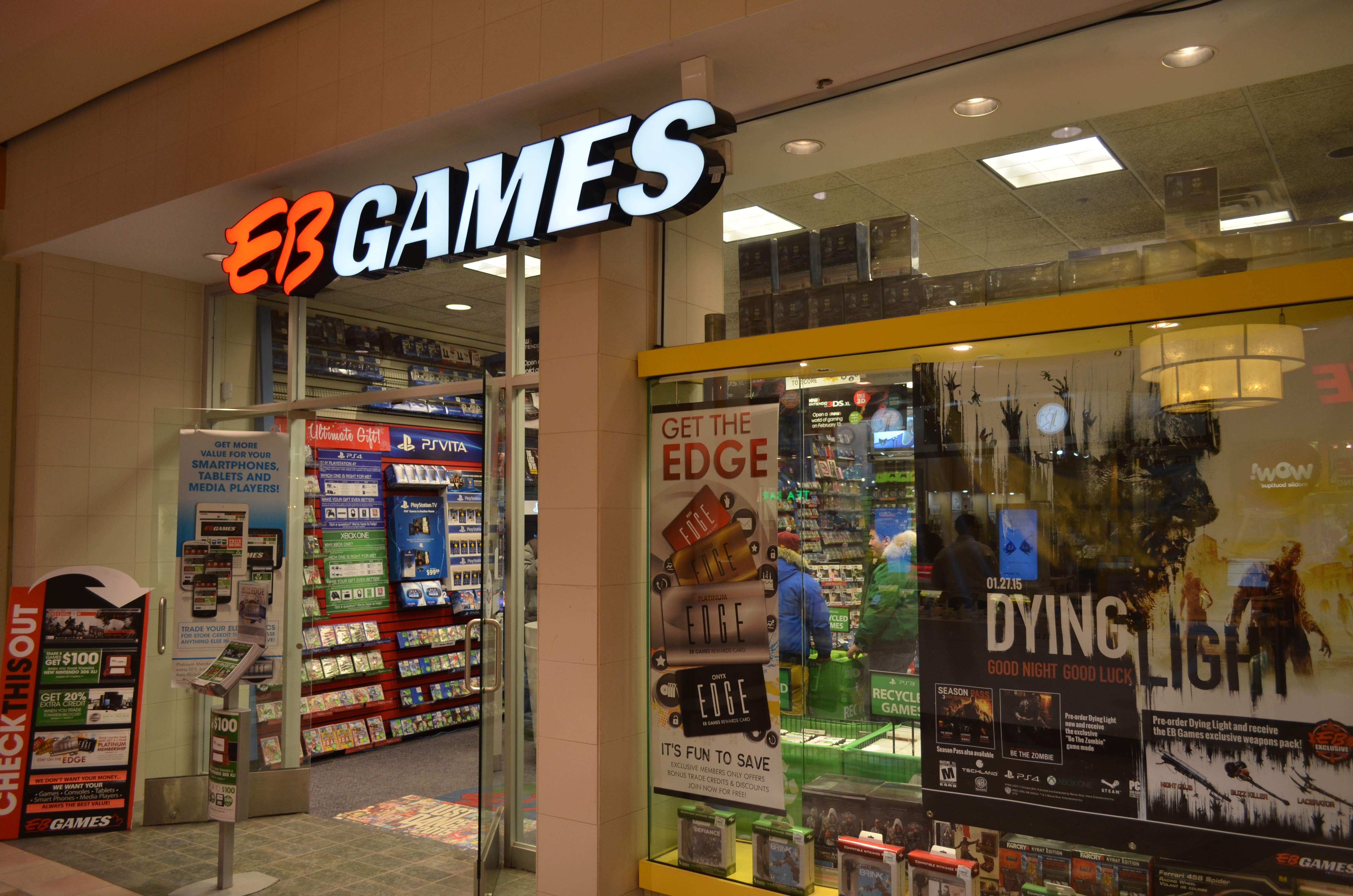
Магазин электронных игр (позже GameStop) в торговом центре Hillcrest в феврале 2015 года.

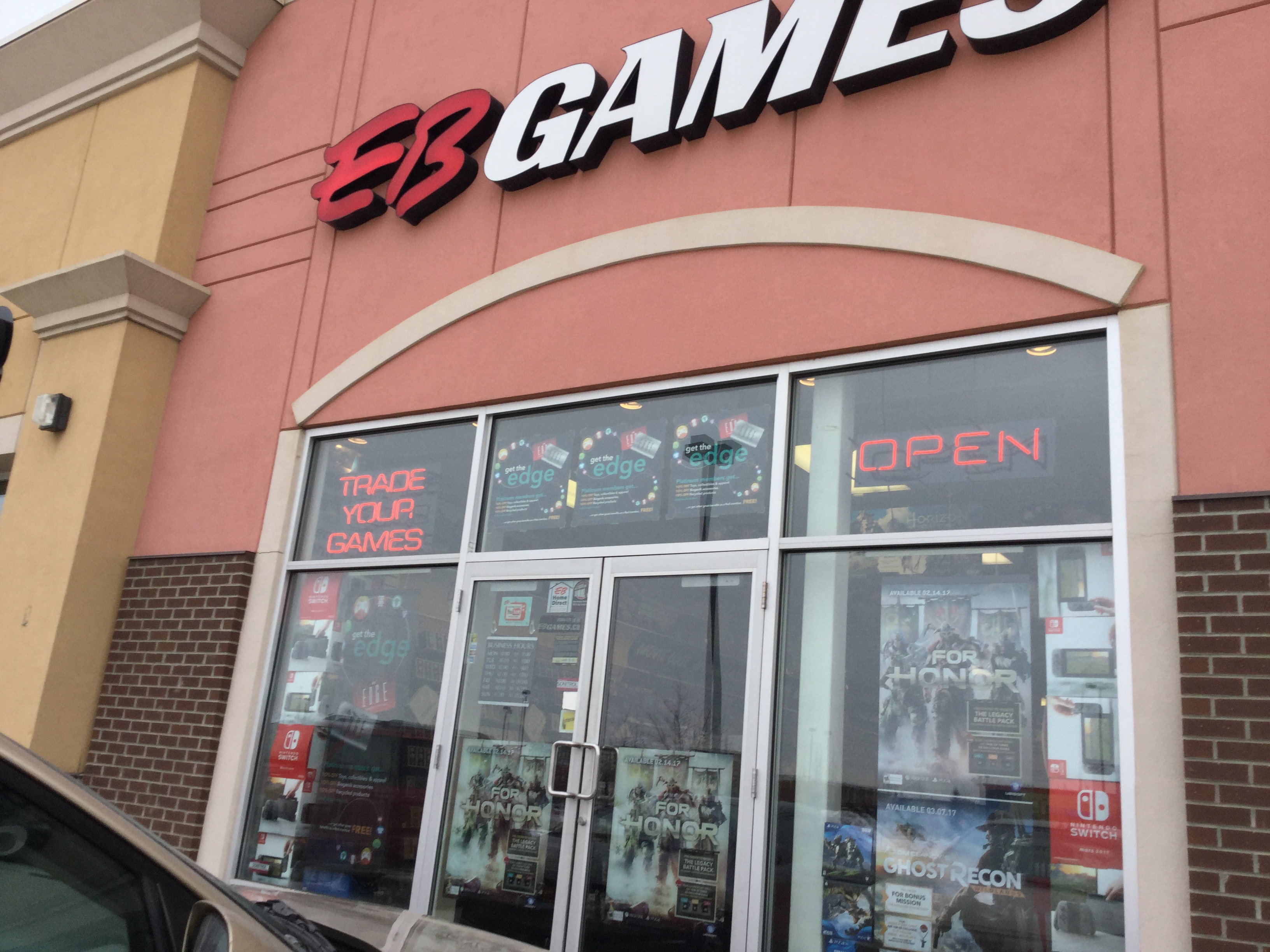
Магазин электронных игр (позже GameStop) в Эдмонтоне, Альберта, в феврале 2017 года.

EB начала свою международное распространение с открытия трех магазинов в Торонто, провинции Онтарио, Канаде, в 1993 году. Канадское подразделение было крупнейшим из международных подразделений с более чем 300 магазинами по состоянию на май 2008 года.
В июле 2008 года EB Games объявила о соглашении приобретения Gamesman, которая была крупнейшей независимой сетью магазинов видеоигр в Новой Зеландии.
28 июля 2021 года EB Games объявила, что ее канадские подразделения будут переименованы под названием GameStop, причем ожидается, что ребрендинг будет завершен к концу 2021 года. Магазины начали переоборудоваться под вывески GameStop с сентября 2021 года.
5 мая 2025 года GameStop Canada объявила о продаже своих активов канадскому бизнесмену Стефану Тетро и о том, что в ближайшем будущем бренд вернется к названию EB Games.

## Рекомендации
1. ↑  The World's Billionaires: #721 James Kim & family. Forbes (3 марта 2010). — «Net worth: $1.4 billion». Дата обращения: 19 апреля 2022. Архивировано 27 августа 2018 года.
2. ↑  Contact (англ.). Electronics Boutique (11 июня 2004). Дата обращения: 15 мая 2025. Архивировано из оригинала 11 июня 2004 года.
3. ↑  «Corporate Office Positions.» Electronic Boutique. June 9, 2001. Retrieved on August 11, 2010.
4. ↑  Stephan Tetrault Acquires GameStop Canada. PR Newswire. Дата обращения: 5 мая 2025.
5. ↑  GameStop. Дата обращения: 19 апреля 2022. Архивировано 4 февраля 2015 года.
6. ↑  EB changes name of game: rebranding a la GameStop. Дата обращения: 19 апреля 2022. Архивировано 29 апреля 2009 года.
7. ↑  Video game retailer Electronics Boutique expects to break ground on a new 315,000-square-foot distribution center this spring. Дата обращения: 19 апреля 2022. Архивировано 11 апреля 2021 года.
8. ↑  GameStop and Electronics Boutique Stockholders Approve Merger (англ.). US Securities and Exchange Commission (6 октября 2005). Дата обращения: 20 июня 2016. Архивировано 20 октября 2021 года.
9. ↑  SEC Filings S-4 - Merger Agreement, GameStop Corp. and Electronics Boutique Holdings Corp. (англ.). GameStop (23 мая 2005). Дата обращения: 20 июня 2016. Архивировано из оригинала 7 мая 2017 года.
10. ↑  Hundreds of EB jobs will be cut (англ.). Дата обращения: 19 апреля 2022. Архивировано 14 апреля 2012 года.
11. ↑  Thompson, Michael. GameStop buys Gamesman chain in New Zealand (амер. англ.). Ars Technica (2 июля 2008). Дата обращения: 11 ноября 2021. Архивировано 11 ноября 2021 года.
12. ↑  EB Games to rebrand as GameStop in Canada (англ.). GamesIndustry.biz. Дата обращения: 11 ноября 2021. Архивировано 11 ноября 2021 года.
13. ↑  Canadian EB Games and EBX Locations Start Rebranding to GameStop with New Store Signage (амер. англ.). Retail Insider (10 сентября 2021). Дата обращения: 11 ноября 2021. Архивировано 11 ноября 2021 года.
14. ↑  Shankar, Bradly. EB Games to return after GameStop Canada acquisition (англ.). MobileSyrup (5 мая 2025). Дата обращения: 5 мая 2025.